# Houtrijk en Polanen

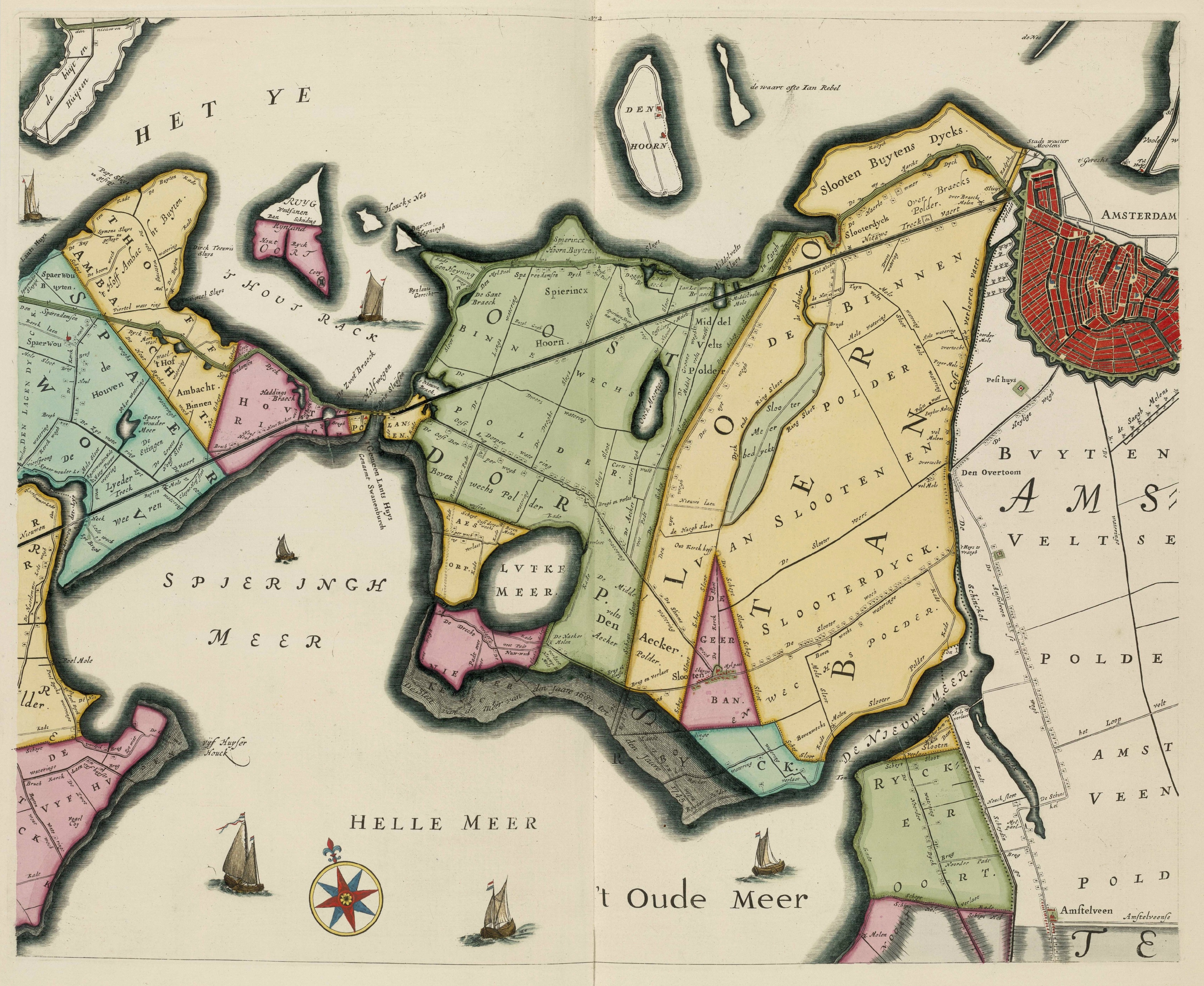
Houtrijk met zuidelijk Ruigoord (paars) en Polanen (geel) op een kaart van het hoogheemraadschap Rijnland uit 1746.

Houtrijk en Polanen was een ambacht dat tot 1795 deel uitmaakte van het schoutambt Sloten. In dat jaar werd het zelfstandig. Nadat het van 1 januari 1812 tot 1 mei 1817 onderdeel was van Spaarnwoude werd het een zelfstandige gemeente die op 22 september 1863 bij Haarlemmerliede en Spaarnwoude werd gevoegd.

## Ambacht

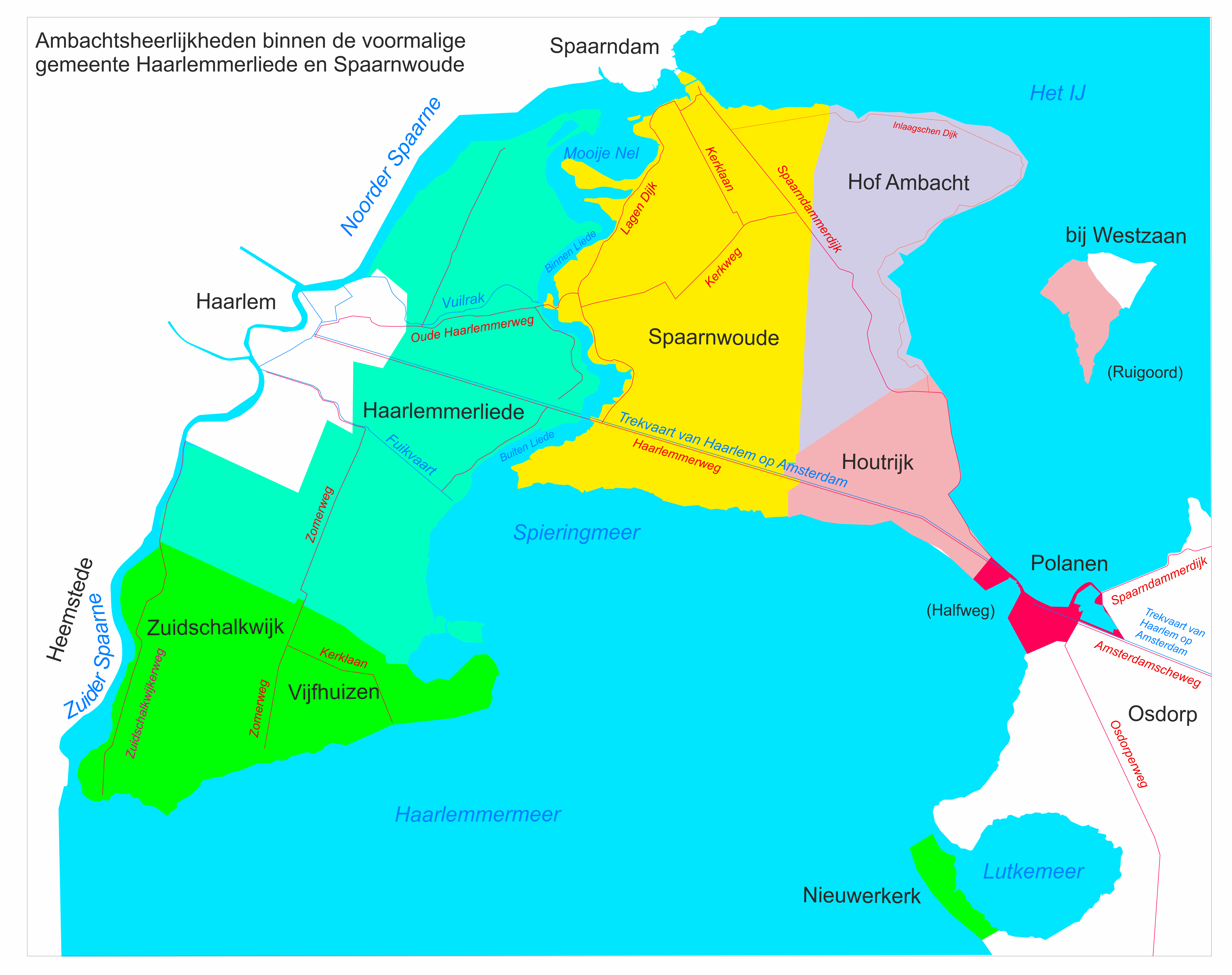

Houtrijk en Polanen vormde een van de zogenaamde Vrije Ambachten die deel uitmaakten van het schoutambt Sloten. Het andere Vrije Ambacht was Raasdorp. Houtrijk en Polanen vormde het meest westelijke deel van het schoutambt Sloten. Reinoud van Brederode verkocht het schoutambt Sloten met de Vrije Ambachten in 1529 aan de stad Amsterdam. Houtrijke en Polanen maakten deel uit van het baljuwschap Kennemerland
Hoewel Polanen en Houtrijk afzonderlijke bannes (rechtsgebieden) waren, hadden ze een gemeenschappelijke schepenbank die uit de schout en drie schepenen bestond. De grens tussen Houtrijk en Polanen werd gevormd door de Zwetsloot.
Polanen grensde ten oosten aan Osdorp, ten westen aan Houtrijk en lag noordelijk aan het IJ en zuidelijk aan het Spieringmeer dat het noordelijk deel van het Haarlemmermeer vormde. Houtrijk lag ook tussen deze wateren en grensde in het westen aan Hof Ambacht en in het zuidwesten aan Spaarnwoude. Bij Houtrijk hoorde ook de zuidelijke helft van het eiland Ruigoord.
Ter hoogte van de landengte tussen IJ en Spieringmeer waren spuisluizen van het Hoogheemraadschap Rijnland. Ten westen daarvan stond het gemeenlandshuis van Rijnland, ook bekend als 'Huis Swanenburg', waarnaar het dorp (Zwanenburg) is vernoemd.
Na aanleg in 1632 van de Haarlemmertrekvaart tussen Haarlem en Amsterdam moest halverwege, ter hoogte van de sluizen, overgestapt worden van de ene op de andere trekschuit. Hier ontstond het dorp Halfweg.

## Gemeente
In de Franse tijd werd Houtrijk en Polanen een zelfstandige gemeente. Op 1 januari 1812 werd het met verscheidene andere gemeenten bij Spaarnwoude gevoegd, totdat het op 1 mei 1817 weer zelfstandig werd. Op 27 juni 1863 ging de gemeente samen met Zuidschalkwijk op in Haarlemmerliede en Spaarnwoude. Het gemeentehuis bevond zich te Halfweg. Sinds 1 januari 2019 behoort Haarlemmerliede en Spaarnwoude, en dus ook het voormalige Houtrijk en Polanen, tot de gemeente Haarlemmermeer.